# Часовня Нотр-Дам-де-ла-Мерси (Клермон-Ферран)
Часовня Нотр-Дам-де-ла-Мерси находится на проспекте д’Итали в черте центра города Клермон-Ферран. В современной часовне, посвященной Богоматери Милосердия, практикуется тридентский обряд, также названный необычным видом римского обряда.

## История
Настоятель Поль Оланье, уроженец Амбера, отправленный с миссией M Лефевром, объехал департамент Пюи-де-Дом в 1976 году и провел там множество служб, посвященных мессе и вере, которые были кратко изложены в брошюре Причина нашей борьбы: католическая месса. В то же время он связался и взаимодействовал с объединениями мирян, вступивших в сопротивление ради сохранения старой мессы. Это привело к тому, что в регионе было создано несколько традиционалистских часовен, в том числе и часовня в Клермон-Ферране, которая была выкуплена у кинотеатра Vox. С тех пор пасторы Священнического Братства святого Пия X проводят служения в часовне Нотр-Дам-де-ла-Мерси.